# Чон Чонг Кук
Чон Чонг Кук (на корейски: 전정국), по-известен като Jungkook, е южнокорейски певец и автор на песни. Член и  главен вокалист е на южнокорейската момчешка група BTS.

## Биография
Чон Чонг-Кук е роден на 1 септември 1997 г. в Пусан, Южна Корея. Семейството му се състои от неговите родители и по-голям брат. Посещава начално и средно училище Baekyang в Пусан. Когато започва кариерата си в BTS, той се прехвърля в средното училище „Синг“ в Сеул. Първоначално Джонг-гук искал да стане играч на бадминтон, но след като вижда G-Dragon да изпълнява „Heartbreaker“ по телевизията, това го вдъхновява да стане певец.
През 2011 г. Чон Чонг-Кук се явява на прослушване за южнокорейското шоу за таланти „Superstar K“ в Дегу. Въпреки че не е избран, той получава оферти да се яви на кастинг от седем развлекателни компании. В крайна сметка избира да стане стажант в Big Hit Entertainment, след като се запознава с RM, сега член и лидер на групата BTS. За да работи върху своите танцови умения в подготовката за дебют, той заминава за Лос Анджелис през лятото на 2012 г., на танцово обучение от Movement Lifestyle. През юни 2012 г. той се появява в музикалния клип на Jo Kwon „I'm Da One“, като работи и като танцьор за Glam преди дебюта му. Завършва в училището за сценични изкуства в Сеул "Seoul's School of Performing Arts" през 2017 г. През ноември 2016 се явява на CSATs, корейските национални кандидатстудентски изпити, и учи в Global Cyber University, където са студенти и неговите съчленове RM, J-Hope, Suga, V и Jimin.

## Кариера

### 2013 до момента: BTS
На 13 юни 2013 г. Чон Чонг Кук дебютира като член на BTS с издаването на сингъла „2 Cool 4 Skool“. С BTS той има две солови песни. Първата „Begin“ от албума Wings (2016 г.) разказа историята си за преместването в Сеул в ранна възраст, за да стане к-поп идол и изказва своята благодарност към своите колеги, че се грижат за него през това време. Втората песен, озаглавена „Euphoria“, е пусната с придружаващ деветминутен късометражен филм на 5 април 2018 г. като въведение в третата част на „Love Yourself“ на BTS. Пълната студийна песен е включена в албума им „Love Yourself: Answer“ на 24 август 2018 г. Euphoria е продуцирана от DJ Swivel и е класирана под номер 5 в класацията на Billboard Bubbling Under Hot 100 Singles.
Чон Чонг Кук е основен продуцент за две от песните на BTS: „Love is Not Over“ и „Magic Shop“. На 25 октомври 2018 г. Чон Чонг Кук (заедно с останалите членове на BTS) е награден с пета степен на Ордена за културни заслуги Hwagwan от президента на Южна Корея.

### 2015 –: Соло дейности
През септември 2015 г. Чон Чонг-Кук участва в кампанията „One Dream, One Korea“, в сътрудничество с многобройни корейски изпълнители, в памет на войната в Корея. Песента е издадена на 24 септември и е представена на концерта „One K“ в Сеул на 15 октомври.
През 2016 г. Джонг-гук участва в пилотния епизод на шоуто Flower Crew. Появява се в Celebrity Bromance и се състезава в King of Mask Singer под името „Man Fishing Man“, появявайки се в епизод 72.
На 6 ноември 2018 г. Чон Чонг-Кук изпълнява „We Don't Talk Anymore“ на музиканта Charlie Puth по време на MBC Plus X Genie Music Awards. Песента е тази, на която преди това е правил кавър два пъти – солов и с колегата си Джимин от BTS.

## Въздействие и влияние
В проучване през 2018 г., проведено от Gallup Korea, Чон Чонг-кук се класира на 8-о място за най-обичана знаменитост на годината в Южна Корея. През 2017 г. той е класиран на 18-о място, а през 2016 г. на 20-о място.
През 2018 г. Чон Чонг-Кук за 10 поредни седмици е първи в списъка на най-обичаните знаменитости в Китай в класацията на списание Hi China. През октомври 2018 г. Чон Чонг-Кук счупва рекорда за най-много зрители със самостоятелното си предаване на живо във V Live с над 3,7 милиона зрители по целия свят. През декември 2018 г. видеоклип на Джонг-гук от неговото студио беше най-ретуитваният туит в Южна Корея през тази година.
Различни артисти са го определяли като свой въздействащ модел за подражание – като Kim Dong-han и Hyeongseop X Euiwoong.
През януари 2019 г. Джонг-гук разкри, че е използвал омекотител за тъкани на марката Downy. Разкритието му доведе до неочакван скок в продажбите, стойностите на акциите на компанията нарасна с над 11% за ден. Виното което Чон Чонг-Кук пи, снимайки пряко предаване във V Live, беше разпродадено малко след излъчването.
След като Чон Чонг-кук е видян да чете книгата „I Decided to Live as Me“ на Ким Су-Хон, тя става бестселър както в Корея, така и в Япония. Тя е и най-продаваната корейска книга в Япония за този кратък период от време (150 000 копия, продадени за 3 месеца). Чон Чонг-Кук е посочен като причина за това. Предвижда се книгата да бъде публикувана и в други страни като Тайланд, Китай и Индонезия.
През юли 2019 г. на летището Чон Чонг Кук бе облечен с дрехи на марката „Modern Hanbok“. Компанията Zijangsa съобщава, че поради голямото търсене на марката, сървърът им се сринал и доставките им е трябвало да бъдат забавени за три седмици. През септември 2019 г. корейските медии съобщиха, че Чон Чонг Кук е създал тенденцията „Modern Hanbok“ в корейската индустрия за забавление, тъй като много известни личности като Jun Hyun-moo, Jang Do-yeon, Gong Hyo-jin, MC Oh Seung-hwan започват да го носят заради Jungkook.